# Педерсен, Никлас (футболист)
Ни́клас Пе́дерсен (дат. Nicklas Pedersen; род. 10 октября 1987, Кёге, Роскилле) — датский футболист, игравший на позиции нападающего; тренер. Выступал за сборную Дании.

## Карьера

### Клубная
Педерсен — воспитанник «Херфёльге», в первой команде выступал с 2005 года. Дебютировал в Первом дивизионе. В 2007 году перешёл в клуб «Норшелланн» из Фарума, в составе которого дебютировал в Суперлиге, а также в Кубке УЕФА сезона 2008/09. Датский клуб получил место в еврокубке благодаря рейтингу Fair Play, но в первом раунде уступил греческому «Олимпиакосу».
В начале 2009 года стал игроком нидерландского «Гронингена». За три с половиной сезона в Эредивизи провёл за клуб 70 матчей и забил 11 мячей.
2 июля 2012 года заключил трёхлетний контракт с бельгийским клубом «Мехелен».

### В сборной
За молодёжную сборную Дании выступал в период с 2006 по 2008 год, сыграл 13 матчей, забил 3 гола.
В сборной Дании дебютировал 11 августа 2010 года в товарищеском матче против сборной Германии.
Был включён Мортеном Ольсеном в заявку сборной Дании на чемпионат Европы-2012.

## Статистика

### Матчи Педерсена за сборную Дании
| Матчи Педерсена за сборную Дании | Матчи Педерсена за сборную Дании | Матчи Педерсена за сборную Дании | Матчи Педерсена за сборную Дании | Матчи Педерсена за сборную Дании | Матчи Педерсена за сборную Дании |
| -------------------------------- | -------------------------------- | -------------------------------- | -------------------------------- | -------------------------------- | -------------------------------- |
| №                                | Дата                             | Соперник                         | Счёт                             | Голы Педерсена                   | Соревнование                     |
| 1                                | 11 августа 2010                  | Германия                         | 2:2                              | —                                | Товарищеский матч                |
| 2                                | 7 сентября 2010                  | Исландия                         | 1:0                              | —                                | Чемпионат Европы 2012 (отбор)    |
| 3                                | 8 октября 2010                   | Португалия                       | 1:3                              | —                                | Чемпионат Европы 2012 (отбор)    |
| 4                                | 12 октября 2010                  | Кипр                             | 2:0                              | —                                | Чемпионат Европы 2012 (отбор)    |
| 5                                | 9 февраля 2011                   | Англия                           | 1:2                              | —                                | Товарищеский матч                |
| 6                                | 10 августа 2011                  | Шотландия                        | 1:2                              | —                                | Товарищеский матч                |
| 7                                | 6 сентября 2011                  | Норвегия                         | 2:0                              | —                                | Чемпионат Европы 2012 (отбор)    |
| 8                                | 26 мая 2012                      | Бразилия                         | 1:3                              | —                                | Товарищеский матч                |
| 9                                | 6 февраля 2013                   | Македония                        | 0:3                              | —                                | Товарищеский матч                |
| 10                               | 5 июня 2013                      | Грузия                           | 2:1                              | 1                                | Товарищеский матч                |
| 11                               | 11 июня 2013                     | Армения                          | 0:4                              | —                                | Чемпионат мира 2014 (отбор)      |
| 12                               | 14 августа 2013                  | Польша                           | 2:3                              | —                                | Товарищеский матч                |
| 13                               | 6 сентября 2013                  | Мальта                           | 2:1                              | —                                | Чемпионат мира 2014 (отбор)      |

Итого: 13 матчей / 1 гол; 5 побед, 1 ничья, 7 поражений.